# Uruguaytiran
De Uruguaytiran (Griseotyrannus aurantioatrocristatus; synoniem: Empidonomus aurantioatrocristatus) is een zangvogel uit de familie Tyrannidae (tirannen).

## Verspreiding en leefgebied
Deze soort komt wijdverspreid voor in Zuid-Amerika en telt twee ondersoorten:
- G. a. pallidiventris: oostelijk Brazilië.
- G. a. aurantioatrocristatus: van Bolivia tot Paraguay, noordelijk Argentinië, Uruguay en zuidelijk Brazilië.

## Status
De grootte van de populatie is niet gekwantificeerd maar de soort wordt omschreven als vrij algemeen. Op de Rode lijst van de IUCN heeft deze soort de status niet bedreigd.